# Aurelio Cestari
Aurelio Cestari (Saletto di Piave, 16 giugno 1934) è un ex ciclista su strada italiano.
Professionista dal 1957 al 1963, vinse un Giro dell'Appennino e una tappa al Giro di Sicilia.

## Carriera
Cestari da dilettante vinse Okolo Slovenska e Gran Premio Liberazione. Nazionale olimpico nel 1956 quando terminò quarto nella prova in linea dei Giochi di Melbourne, passò professionista l'anno seguente, ottenendo un terzo posto nel Giro di Lombardia. Fu poi secondo nella Coppa Agostoni e si aggiudicò il Giro dell'Appennino.
Negli anni successivi decise di fare prevalentemente il gregario ottenendo buoni piazzamenti in tappe del Giro d'Italia e conquistandosi due convocazioni al Tour de France.
Tornò alla vittoria in una tappa del Giro della Sicilia tre anni dopo.

## Palmarès
- 1956 (dilettanti)

Gran Premio Liberazione
Classifica generale Okolo Slovenska
Coppa Bologna
- 1957 (Mondia, una vittoria)

Giro dell'Appennino
- 1960 (Ignis, una vittoria)

2ª tappa Giro di Sicilia

## Piazzamenti

### Grandi giri
- Giro d'Italia

1957: 36º
1959: 32º
1960: 23º
1961: ritirato
1962: ritirato
- Tour de France

1959: 38º
1962: 41º

### Classiche
- Milano-Sanremo

1959: 35º
1962: 28º
- Parigi-Roubaix

1962: 27º
- Giro di Lombardia

1957: 3º
1959: 21º
1960: 72º
1961: 23º
1962: 37º

### Competizioni mondiali
- Giochi olimpici

Melbourne 1956 - In linea: 34º